# Unione Sportiva Tempio 1992-1993
Questa voce raccoglie le informazioni riguardanti  l'Unione Sportiva Tempio nelle competizioni ufficiali della stagione 1992-1993.

## Rosa
| N. |                   | Ruolo | Calciatore             |
| -- | ----------------- | ----- | ---------------------- |
|    | Italia (bandiera) | C     | Mario Branca           |
|    | Italia (bandiera) | D     | Igor Cabras            |
|    | Italia (bandiera) | P     | Marco Cerioni          |
|    | Italia (bandiera) | A     | Fortunato Collevecchio |
|    | Italia (bandiera) | D     | Massimo Demartis       |
|    | Italia (bandiera) | C     | Sergio Dossena         |
|    | Italia (bandiera) | A     | Roberto Ennas          |
|    | Italia (bandiera) | C     | Francesco Felici       |
|    | Italia (bandiera) | C     | Andrea Ferrari         |
|    | Italia (bandiera) | D     | Francesco Frau         |
|    | Italia (bandiera) | D     | Claudio Gabetta        |

| N. |                   | Ruolo | Calciatore         |
| -- | ----------------- | ----- | ------------------ |
|    | Italia (bandiera) | C     | Marco Giulodori    |
|    | Italia (bandiera) | C     | Walter Giuseppini  |
|    | Italia (bandiera) | A     | Renato Lo Masto    |
|    | Italia (bandiera) | A     | Marco Pau          |
|    | Italia (bandiera) | A     | Giuseppe Pingitore |
|    | Italia (bandiera) | C     | Giovanni Pittalis  |
|    | Italia (bandiera) | C     | Nicola Ruggeri     |
|    | Italia (bandiera) | P     | Marco Sapocchetti  |
|    | Italia (bandiera) | D     | Alfredo Trovalusci |
|    | Italia (bandiera) | D     | Massimo Vergnani   |